# Globos de Ouro de 2000
A 5.ª edição dos Globos de Ouro, os "Globos de Ouro 1999", ocorreu a 2 de Abril de 2000 no Coliseu dos Recreios, em Lisboa, com apresentação de Catarina Furtado.

## Cinema
- Melhor Ator
  - Vitor Norte[1][2]
  - Canto e Castro[1]
  - Joaquim de Almeida[1]
  - Saul Fonseca[1]

- Melhor Filme
  - Jaime de António Pedro Vasconcelos[1][2]
  - A Sombra dos Abutres de Leonel Vieira[1]
  - Inferno de Joaquim Leitão[1]
  - Longe da Vista de João Mário Grilo[1]

- Melhor Realizador
  - António Pedro Vasconcelos[1][2]
  - João César Monteiro[1]
  - Joaquim Leitão[1]
  - Leonel Vieira[1]

- Melhor Atriz
  - Ana Bustorff[1][2]
  - Fernanda Serrano[1]
  - Isabel de Castro[1]
  - Isabel Ruth[1]

## Desporto
- Personalidade do Ano
  - Luís Figo[1][2][3]
  - António Pinto[1][3]
  - Carlos Resende[1][3]
  - José Couto[1][3]

## Moda
- Personalidade do Ano
  - Ana Isabel[1][2]
  - Joaquim[1]
  - Luís Buchinho[1]
  - Miguel Flor[1]

## Música
- Melhor Intérprete Individual
  - Sara Tavares[1][2]
  - João Pedro Pais[1]
  - Mafalda Arnauth[1]
  - Rui Veloso[1]

- Melhor Grupo
  - Ala dos Namorados[1][2]
  - Belle Chase Hotel[1]
  - Maria João e Mário Laginha[1]
  - Trovante[1]

- Melhor Canção
  - "Solta-se o Beijo" - Ala dos Namorados & Sara Tavares[1][2]
  - "Fala-me de Amor" - Santos & Pecadores[1]
  - "Não me Mintas" - Rui Veloso[1]
  - "Mentira" - João Pedro Pais[1]

## Rádio
- Personalidade do Ano
  - António Sérgio[1][2][3]
  - Fernando Alves[1][3]
  - Francisco Sena Santos[1][3]
  - Rafael Correia[1][3]

- Melhor Estação
  - TSF Rádio Notícias[1][2][3]
  - Antena 2[1][3]
  - Rádio Comercial[1][3]
  - Rádio Nostalgia[1][3]

## Teatro
- Personalidade do Ano
  - Luís Miguel Cintra[1][2]
  - Carlos Avilez[1]
  - Jorge Silva Melo[1]
  - Luís Francisco Rebelo[1]

## Televisão
- Melhor Apresentador de Informação
  - José Alberto Carvalho[1][2][3]
  - Conceição Lino[1][3]
  - Judite de Sousa[1][3]
  - Nuno Santos[1][3]

- Melhor Apresentador de Entretenimento
  - Bárbara Guimarães[1][2][3]
  - Catarina Furtado[1][3]
  - Henrique Mendes[1][3]
  - Herman José[1][3]

- Melhor Programa de Entretenimento
  - Chuva de Estrelas[1][2][3]
  - Atlântico[1][3]
  - Herman – Última Noite[1][3]
  - Portugalmente[1][3]

- Melhor Programa de Ficção e Comédia
  - Médico de Família[1][2][3]
  - Conversa da Treta[1][3]
  - Residencial Tejo[1][3]
  - Todo o Tempo do Mundo[1][3]

- Melhor Programa de Informação
  - Esta Semana[1][2][3]
  - A Hora da Liberdade[1][3]
  - Crónica do Século[1][3]
  - Jornal da Noite[1][3]

## Troféu Mérito e Excelência
- Casa do Artista

A TVI recebeu a sua primeira nomeação com a telenovela Todo o Tempo do Mundo, que concorreu na categoria de Melhor Ficção e Comédia.